# Lygodactylus stevensoni
Lygodactylus stevensoni är en ödleart som beskrevs av  Hewitt 1926. Lygodactylus stevensoni ingår i släktet Lygodactylus och familjen geckoödlor. Inga underarter finns listade i Catalogue of Life.